# Harry Vickers
Harry Vickers (eigentlich: Harry Franklin Vickers; * 10. Oktober 1898 in Red Lodge (Montana), (USA); † 1977) war ein amerikanischer Ingenieur und Industrieller. Er gilt als einer der Begründer der modernen technischen Hydraulik.
Bereits im Alter von 23 Jahren gründete er 1921 die Vickers Manufacturing Company in Los Angeles, die später in Vickers Inc. umfirmierte. Um 1925 entwickelte er die erste Servolenkung, seine doppelhübige Flügelzellenpumpe wurde serienmäßig in einem Oldsmobile eingebaut. 1930 erfand er das erste vorgesteuerte Druckbegrenzungsventil.
1937 wurde Vickers Inc. durch Aktientausch Teil der Sperry Corporation-Holding und Harry Vickers deren Vizepräsident, 1952 deren Präsident.